# Рейкоп, Марко
Марко Рейкоп (эст. Marko Reikop; род. 19 июня 1969, Таллин) — эстонский телеведущий.
Окончил Таллинский университет как библиограф и с 1991 года стал работать на радио- и телеканалах эстонской общественной телерадиовещательной корпорации (ERR).
Он был ведущим эстонских национальных финалов конкурса песни Евровидение сделал живой комментарий к этому событию. С 2009 года и по сей день он ведёт ежедневное ток-шоу Ringvaade — первоначально вместе с Ану Вяльба, а с осени 2013 года вместе с Грете Лыбу.
В 2018 году был награждён Орденом Белой звезды.
Рейкоп открытый гей. В сентябре 2020 года он вместе со своей соведущей Гретой Лыбу стал объектом гомофобных нападок Урмаса Рейтельманна, депутата Рийгикогу от консервативной народной партии Эстонии и членом наблюдательного совета ERR; пост Рейтельманна в социальных сетях вызвал негативную реакцию ряда других лиц, в том числе председателя правления ERR Эрика Роосе.